# Välkommaskolan

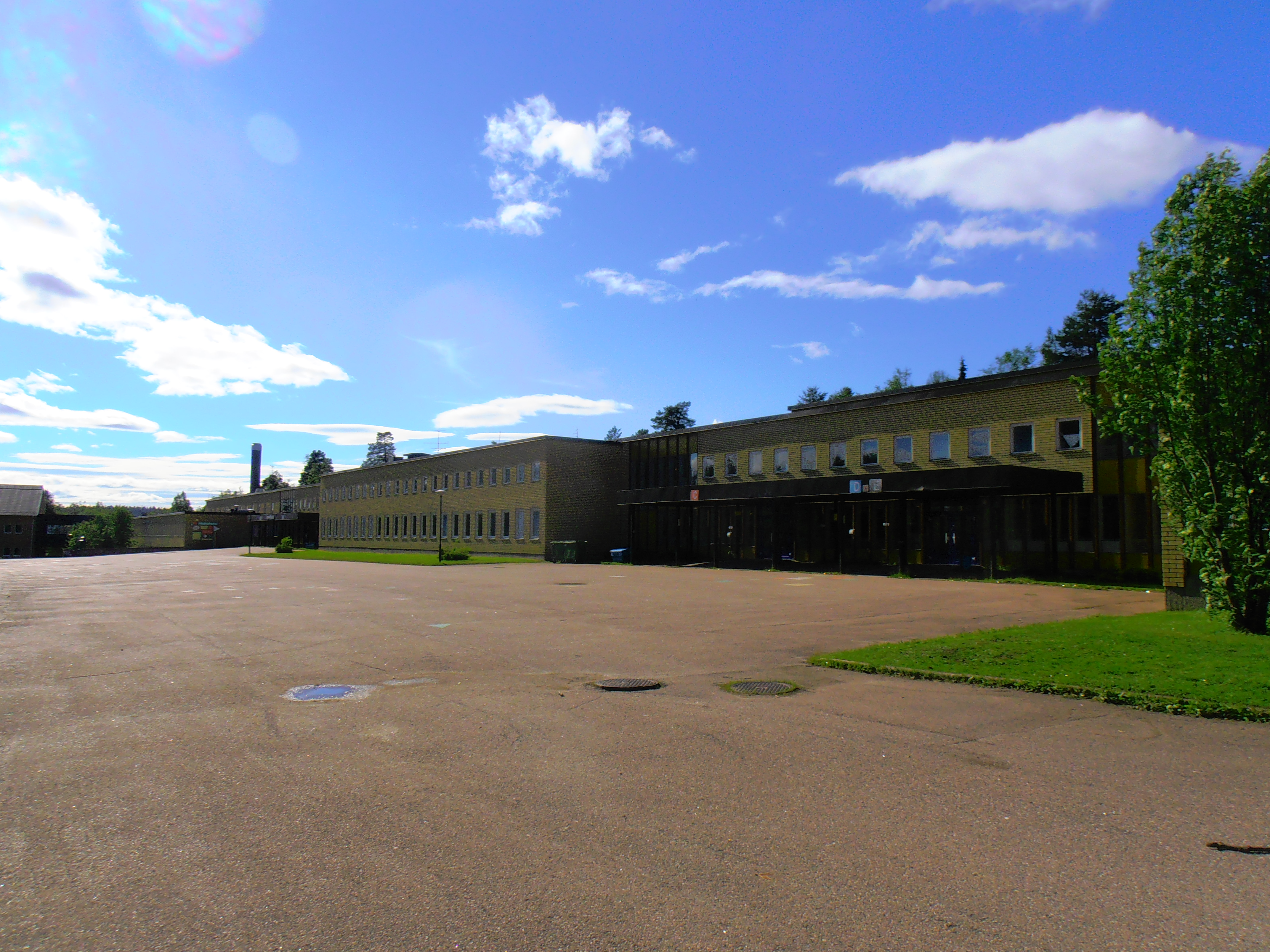
Välkommaskolan i Malmberget.
Fotot taget i juli 2016.

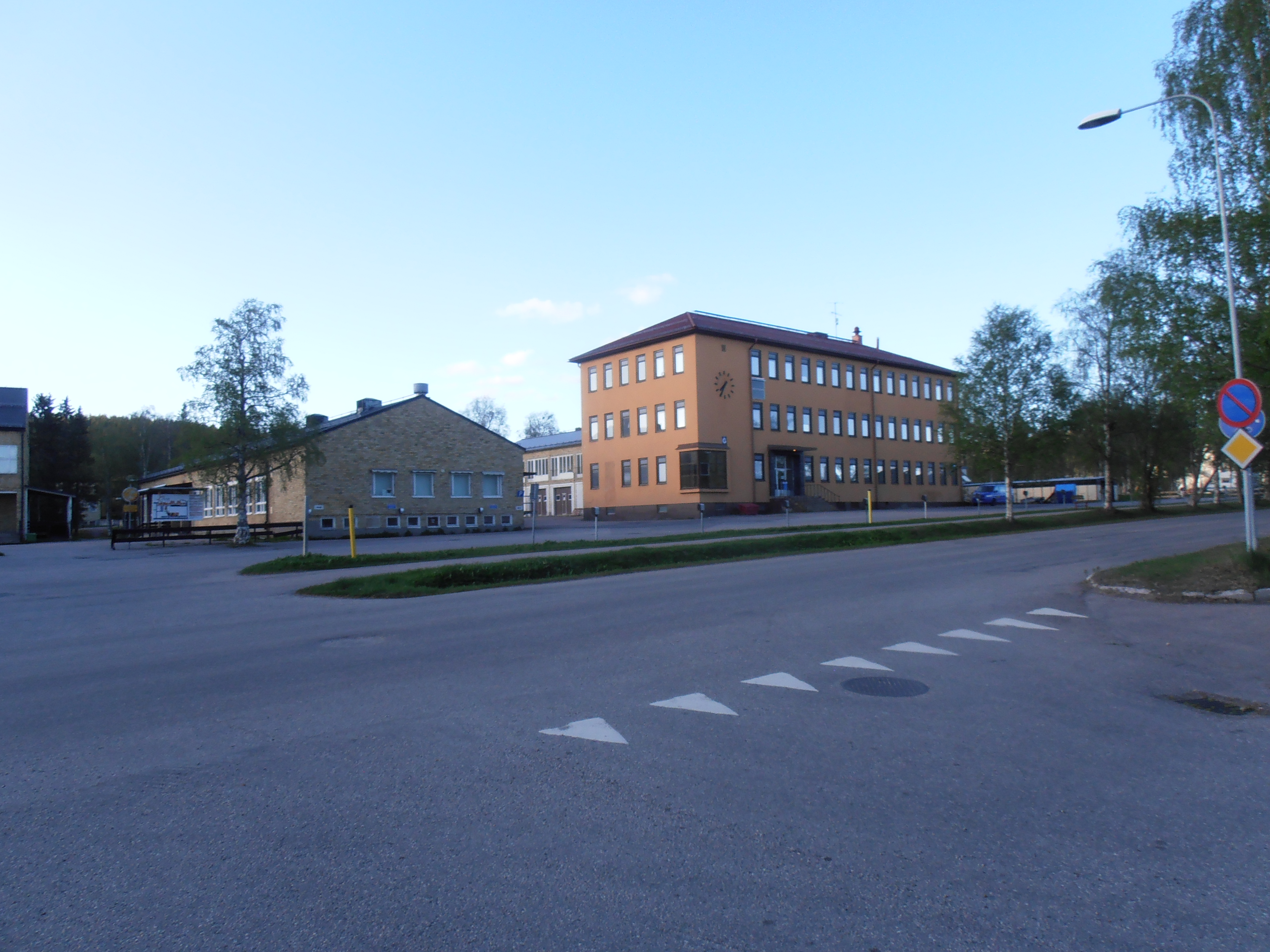
Före detta yrkesskolans fasader mot Järnvägsgatan i juni 2020.

Välkommaskolan var sedan 1968 en gymnasieskola i Malmberget, Gällivare kommun och sedan 2010 en del av Lapplands gymnasium. Välkommaskolan ersatte Malmbergets Högre Allmänna Läroverk som revs på grund av rasrisken.
Skolan erbjöd elva nationella program, gymnasiesärskola, introduktionsprogram och ett skidgymnasium inom alpint och längd. Utöver detta fanns profilutbildningar i samarbete med LKAB och Boliden. Under läsåret 2015/2016 hade skolan cirka 580 elever på 80 lärare och annan personal. Filmen Death Academy spelades till större delen in på skolan.
Läsåret 2020/2021 ersattes Välkommaskolan av gymnasiet i det nybyggda Kunskapshuset i Gällivare, och skolan revs i samband med avvecklingen av Malmbergets centrum.